# Gustav von Hagenow (Landrat)
Gustav Christian Friedrich Johann Wilhelm von Hagenow (* 8. Januar 1841 in Langenfelde, Vorpommern; † 23. März 1908 in Rostock) war ein deutscher Verwaltungsjurist, Rittergutsbesitzer und Parlamentarier.

## Leben
Gustav von Hagenow wurde als Sohn des späteren Mitglieds der Frankfurter Nationalversammlung Gustav von Hagenow und der Professorentochter Luise Finelius (1813–1859) geboren. Er selbst studierte an der Königlichen Universität zu Greifswald und der Rheinischen Friedrich-Wilhelms-Universität Rechtswissenschaft. 1861 wurde er Mitglied des Corps Pomerania Greifswald und des  Corps Hansea Bonn. Nach Abschluss des Studiums und der Promotion zum Dr. iur. trat er in den preußischen Staatsdienst. Von 1882 bis 1892 war er Landrat des Kreises Grimmen. Nach dem Ausscheiden aus dem Amt bewirtschaftete er seine Rittergüter Glewitz und Langenfelde. Seit 1879 war er Ehrenritter des Johanniterordens. Zuletzt lebte er in Rostock.
Hagenow saß von 1879 bis 1882 als Abgeordneter des Wahlkreises Stralsund 2 (Grimmen, Greifswald) im Preußischen Abgeordnetenhaus. Er gehörte der Fraktion der Konservativen Partei an.
Gustav von Hagenow war Tertialbesitzer von Nielitz, seit 1874 mit Elisabeth Hedwig Heintze verheiratet, die später in Berlin lebte. Gutserbe wurde der Sohn Gustav von Hagenow-Langenfelde (1878–1944), nachfolgend eine Erbengemeinschaft. Die Tochter Katharina von Hagenow war Germanistin und Volkskundlerin, Mitarbeiterin am Mecklenburgischen Wörterbuch sowie die letzte Priorin des Adligen Fräuleinstifts in Barth.